# او-۵۹۴

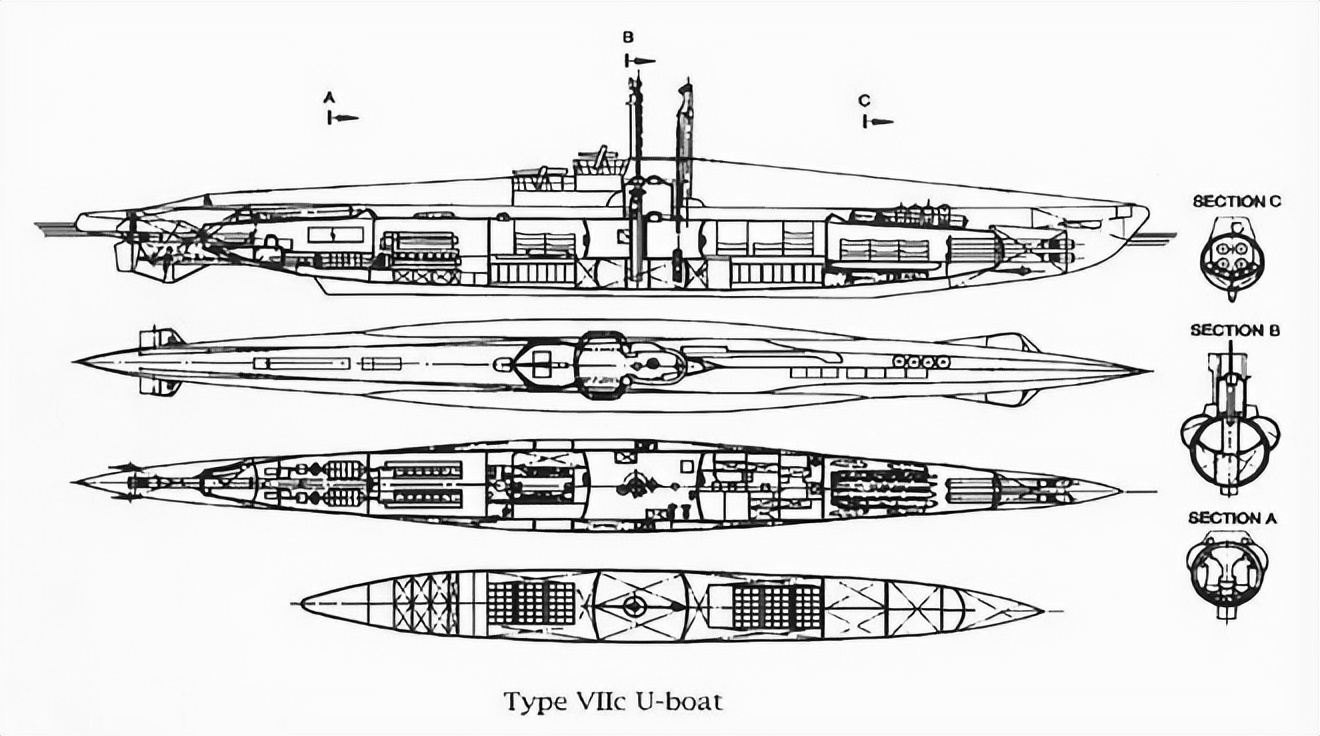
زیردریایی یو-۵۹۴

زیردریایی یو-۵۹۴ (به انگلیسی: German submarine U-594) یک زیردریایی است که طول آن ۶۷٫۱ متر (۲۲۰ فوت ۲ اینچ) می‌باشد. این زیردریایی در سال ۱۹۴۱ ساخته شد.